# 酒精灯

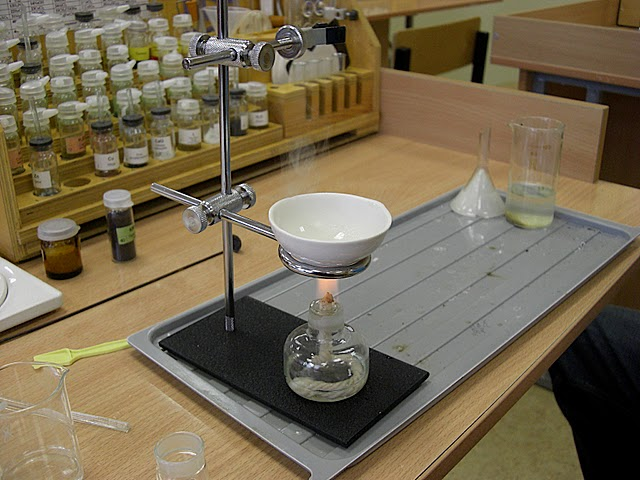
使用酒精灯加热蒸发皿。

酒精灯是化学实验时常用到的一种加热仪器，它可以由黃銅、玻璃、不銹鋼或鋁製成。它通过燃烧灯内的酒精为其它化学反应提供所需要的热量，加热温度可以达到400-500°C。
除了用於化學實驗，虹吸式咖啡壺也常以酒精燈做為熱源。

## 原理
酒精因为毛细现象到达灯芯顶端，蒸发为酒精蒸气，经过点火后，酒精蒸气就可以被点燃，燃烧的温度促进酒精蒸发，使得燃烧持续进行。

## 構造
酒精燈一般由玻璃制成，由燈壺、燈芯和燈帽三部分组成。
灯壶内贮存有作为燃料的酒精。灯芯是用多股棉纱拧在一起或编织而成的，插在一个陶瓷套管当中，灯芯一头伸入酒精，一头露在空气中，酒精发生毛细现象而浸润灯芯。灯帽是一个可以遮住灯芯的盖子，用于熄灭酒精灯火焰，在酒精灯不用时可以防止酒精挥发。
燃料酒精一般使用工业酒精，或者90％以上的酒精（乙醇）。

## 火焰
酒精灯正常的火焰分为三层：焰心、内焰和外焰。焰心是酒精蒸气，温度最低；内焰由于酒精蒸气燃烧不充分，并且有含碳的物质生成，所以火焰具有还原性，又称作“还原焰”，但是因为热交换不多，所以温度最高；外焰酒精蒸气虽然充分燃烧，但是热交换最多，所以温度反而不如内焰，进行实验时，一般使用外焰来加热。
外焰呈现酒精充分燃烧所成的淡蓝色，而内焰因为酒精灯玻璃外壳中含有钠元素，而发生焰色反应，而显出黄色。
使用酒精灯给物质加热，受热物质的温度一般能达到400℃左右，实际温度跟酒精含水量（即酒精浓度）和大气压有关。

## 使用
新酒精灯需要配置灯芯，将灯芯修剪到浸入酒精4~5 cm，可以调整露出陶瓷套管的灯芯长度，来控制火焰的高度，但不宜超过3mm，否则会使火焰不稳定。对于旧灯，尤其是长时间没有使用的酒精灯，应该取下灯帽并提起陶瓷套管，用洗耳球或嘴轻轻地向灯壶内吹气，以赶走其中聚集的酒精蒸气，接着再检查灯芯，如果灯芯不整齐或者烧焦的话，应用剪刀修剪整齐。使用前还应该检查灯壶是否有破损。
酒精灯在使用之前需要检查酒精储量，酒精若少于容积的1/2，就应该添加酒精，但酒精不能超过容积的2/3。添加酒精应将陶瓷套管取出，用漏斗或者玻璃棒引流添加，以免漏撒，而点燃的酒精灯应先熄灭再添加，否则容易引起火灾。添加酒精后还应该擦拭桌面，保持干净干燥，以免点火时发生危险。
点燃酒精灯前要调整灯芯，使得灯芯浸满酒精，否则容易将灯芯烧焦。点燃酒精灯必须使用火柴，不能用已经点燃的酒精灯来引燃另一个酒精灯，否则容易使酒精撒漏引起火灾。
使用中的酒精灯，应放置在适当的高度，使用木块垫高，不能使用书本。挡风可以使用专用挡板，也不能使用书本。使用中不可以倾斜拿取和放置，以免酒精撒出，谨防碰倒酒精灯。
如果需要稳定火焰以及提高火焰温度，可以在火焰周围增加一个金属网罩。

## 紧急情况处理
使用酒精灯应该遵守实验室规则。
若酒精灯不慎翻倒，造成小面积着火，可以使用湿抹布盖灭，也可用水澆熄，因為甲醇可溶於水中。火熄灭后，不可立即移开抹布，否则可能引起复燃。
如果大面积着火，甚至发生火灾，应使用灭火器灭火，并且报告消防部门。灭火后还应该打开门窗通风，使酒精蒸气排散。
如果发生烧伤，应该按烧伤处理方法及时处理。

## 熄灭与储存
熄灭酒精灯，不可以用嘴吹灭，需使用灯帽盖灭。如为玻璃灯帽，则应该在盖灭后将灯帽拔起一次，然后再盖上，否则有可能因压力原因造成下次的灯帽难以拔出。
不使用的酒精灯应该将灯帽盖上，置于妥善位置并且严格防火，如有必要还应该将酒精倒回酒精储存瓶。